# Carlos Aguilera
Juan Carlos Aguilera Martín (ur. 22 maja 1969 w Madrycie) – piłkarz hiszpański, grający na pozycji prawego obrońcy.

## Kariera klubowa
Aguilera urodził się w Madrycie, a karierę piłkarską rozpoczął w tamtejszej szkółce piłkarskiej Atlético Madryt. Następnie występował w drużynie B, a w 1987 roku został włączony do kadry pierwszej drużyny. 26 marca 1988 roku zadebiutował w Primera División w przegranym 0:2 wyjazdowym spotkaniu ze Sportingiem Gijón. W swoim pierwszym sezonie zajął z Atlético 3. miejsce w lidze. W sezonie 1988/1989 coraz częściej wybiegał w pierwszym składzie, głównie jako skrzydłowy. Dopiero z czasem został przesunięty na prawą obronę. W 1991 roku zdobył swoje pierwsze trofeum – Puchar Króla. Natomiast w La Liga madrycki klub wywalczył wicemistrzostwo Hiszpanii. W 1992 roku znów został zdobywcą krajowego pucharu, a w lidze Atlético tym razem było trzecie. W zespole „Los Colchoneros” Aguilera występował także w sezonie 1992/1993, ale nie osiągnął w nim sukcesów.
Latem 1993 roku Aguilera przeszedł do innego hiszpańskiego pierwszoligowca, CD Tenerife. W jego barwach swój pierwszy mecz zaliczył 5 września przeciwko UE Lleida, wygrany przez wyspiarzy 1:0. W Tenerife był podstawowym zawodnikiem zespołu, a największy sukces osiągnął w sezonie 1995/1996, gdy zajął z tym klubem 5. miejsce w lidze, gwarantujące start w Pucharze UEFA. W zespole z Estadio de Tenerife był jedną z wiodących postaci obok Juana Antonia Pizziego, Juanele, Czecha Pavla Hapala czy Serba Slavišy Jokanovicia. W Tenerife spędził trzy sezony i zagrał w 88 meczach i zdobył 6 goli.
W 1996 roku Aguilera wrócił do Atlético, będącego wówczas mistrzem Hiszpanii. W tamtym sezonie występował w fazie grupowej Ligi Mistrzów i z zespołem tym dotarł do ćwierćfinału, w którym lepszy okazał się holenderski AFC Ajax. W Atlético przez kolejne lata był podstawowym graczem linii obrony, jednak nie osiągnął takich sukcesów, jak przed odejściem do Tenerife. W 2000 roku zespół zajął przedostatnią 19. pozycję w Primera División i spadł do Segunda División. W drugiej lidze Aguilera grał przez dwa sezony, a w latach 2002–2005 z powrotem grał w pierwszej lidze. W 2005 roku zakończył piłkarską karierę w wieku 36 lat. Wystąpił w 287 meczach dla stołecznego klubu i strzelił 15 goli.
| Sezon   | Klub            | Kraj      | Rozgrywki        | Mecze | Bramki |
| ------- | --------------- | --------- | ---------------- | ----- | ------ |
| 1987/88 | Atlético Madryt | Hiszpania | Primera División | 6     | 0      |
| 1988/89 | Atlético Madryt | Hiszpania | Primera División | 21    | 4      |
| 1989/90 | Atlético Madryt | Hiszpania | Primera División | 22    | 0      |
| 1990/91 | Atlético Madryt | Hiszpania | Primera División | 4     | 0      |
| 1991/92 | Atlético Madryt | Hiszpania | Primera División | 23    | 3      |
| 1992/93 | Atlético Madryt | Hiszpania | Primera División | 20    | 0      |
| 1993/94 | CD Tenerife     | Hiszpania | Primera División | 34    | 1      |
| 1994/95 | CD Tenerife     | Hiszpania | Primera División | 15    | 0      |
| 1995/96 | CD Tenerife     | Hiszpania | Primera División | 39    | 5      |
| 1996/97 | Atlético Madryt | Hiszpania | Primera División | 31    | 2      |
| 1997/98 | Atlético Madryt | Hiszpania | Primera División | 36    | 2      |
| 1998/99 | Atlético Madryt | Hiszpania | Primera División | 28    | 1      |
| 1999/00 | Atlético Madryt | Hiszpania | Primera División | 29    | 1      |
| 2000/01 | Atlético Madryt | Hiszpania | Segunda División | 39    | 6      |
| 2001/02 | Atlético Madryt | Hiszpania | Segunda División | 39    | 8      |
| 2002/03 | Atlético Madryt | Hiszpania | Primera División | 28    | 2      |
| 2003/04 | Atlético Madryt | Hiszpania | Primera División | 24    | 1      |
| 2004/05 | Atlético Madryt | Hiszpania | Primera División | 15    | 0      |

## Kariera reprezentacyjna
W reprezentacji Hiszpanii Aguilera zadebiutował 24 września 1997 roku w wygranym 2:1 wyjazdowym spotkaniu ze Słowacją, rozegranym w ramach eliminacji do Mistrzostw Świata we Francji. Rok później został powołany przez Javiera Clemente do kadry na ten turniej. Tam wystąpił we dwóch spotkaniach: zremisowanym 0:0 z Paragwajem i wygranym 6:1 z Bułgarią. W kadrze narodowej wystąpił łącznie w 7 spotkaniach.